# Unione Calcio Sampdoria 1992-1993
Questa voce raccoglie le informazioni riguardanti l'Unione Calcio Sampdoria nelle competizioni ufficiali della stagione 1992-1993.

## Stagione
La stagione di Serie A 1992-1993, primo anno con Sven-Göran Eriksson direttore tecnico, fu chiuso dalla Sampdoria al settimo posto senza riuscire per il secondo anno consecutivo a entrare in zona UEFA. Cocente l'eliminazione in Coppa Italia ad opera del Cesena, già in agosto. Priva di impegni europei, la Samp assistette ad un progressivo ridimensionamento delle proprie ambizioni, con i nuovi acquisti (salvo Jugovic) poco incisivi, in particolare il terzino Walker.

## Rosa
| N. |                        | Ruolo | Calciatore        |
| -- | ---------------------- | ----- | ----------------- |
|    | Italia (bandiera)      | P     | Gianluca Pagliuca |
|    | Italia (bandiera)      | P     | Giulio Nuciari    |
|    | Italia (bandiera)      | D     | Moreno Mannini    |
|    | Italia (bandiera)      | D     | Stefano Sacchetti |
|    | Italia (bandiera)      | D     | Pietro Vierchowod |
|    | Italia (bandiera)      | D     | Marco Lanna       |
|    | Italia (bandiera)      | D     | Michele Serena    |
|    | Inghilterra (bandiera) | D     | Desmond Walker    |
|    | Italia (bandiera)      | D     | Roberto Bucchioni |
|    | Jugoslavia (bandiera)  | C     | Vladimir Jugović  |
|    | Jugoslavia (bandiera)  | C     | Srečko Katanec    |

| N. |                   | Ruolo | Calciatore          |
| -- | ----------------- | ----- | ------------------- |
|    | Italia (bandiera) | C     | Ivano Bonetti       |
|    | Italia (bandiera) | C     | Nicola Zanini       |
|    | Italia (bandiera) | C     | Eugenio Corini      |
|    | Italia (bandiera) | C     | Attilio Lombardo    |
|    | Italia (bandiera) | C     | Giovanni Invernizzi |
|    | Italia (bandiera) | A     | Enrico Chiesa       |
|    | Italia (bandiera) | A     | Renato Buso         |
|    | Italia (bandiera) | A     | Roberto Mancini     |
|    | Italia (bandiera) | A     | Mauro Bertarelli    |
|    | Italia (bandiera) | A     | Nicola Amoruso      |
|    | Italia (bandiera) | A     | Claudio Bellucci    |

## Risultati

### Serie A

#### Girone di andata
| Arbitro: | Pezzella (Frattamaggiore) |

|                                                |           |                                  |
| Fuser 6’ (aut.) Jugović 38’ Mancini 53’ (rig.) | Marcatori | 19’, 22’ Signori 75’ (aut.) Buso |

| Arbitro: | Trentalange (Torino) |

|                       |           |                              |
| Ermini 37’ Detari 44’ | Marcatori | 24’, 76’ Jugović 59’ Mancini |

| Arbitro: | Cinciripini (Ascoli Piceno) |

|           |           |                          |
| Balbo 58’ | Marcatori | 24’ Jugović 87’ Lombardo |

| Arbitro: | Baldas (Trieste) |

|             |           |                       |
| Bonetti 45’ | Marcatori | 28’ Simone 58’ Gullit |

| Arbitro: | Amendolia (Messina) |

|                          |           |                           |
| Silenzi 34’ Aguilera 64’ | Marcatori | 13’ Corini 86’ Vierchowod |

| Arbitro: | Boggi (Agropoli) |

|                        |           |  |
| Corini 14’, 68’ (rig.) | Marcatori |  |

| Arbitro: | Mughetti (Cesena) |

|                                          |           |  |
| Baiano 1’, 33’ (rig.) Batistuta 18’, 83’ | Marcatori |  |

| Arbitro: | Nicchi (Arezzo) |

|                                                 |           |              |
| Mancini 2’ Lanna 38’ Jugović 86’ Bertarelli 90’ | Marcatori | 80’ Padovano |

| Milano 8 novembre 1992 9ª giornata | Inter              | 0 – 0 referto | Sampdoria | Stadio Giuseppe Meazza\| Arbitro: \| Sguizzato (Verona) \| |
| Arbitro:                           | Sguizzato (Verona) |               |           |                                                            |

| Arbitro: | Beschin (Legnago) |

|                                     |           |             |
| Mancini 42’, 78’ (rig.) Jugović 60’ | Marcatori | 89’ Fonseca |

| Arbitro: | Pairetto (Nichelino) |

|              |           |  |
| Asprilla 51’ | Marcatori |  |

| Arbitro: | Braschi (Prato) |

|                               |           |                            |
| Mancini 63’ Corini 70’ (rig.) | Marcatori | 28’, 42’ Ganz 65’ Rambaudi |

| Arbitro: | Collina (Viareggio) |

|                               |           |                               |
| Massara 9’ Allegri 42’ (rig.) | Marcatori | 2’ Jugović 40’ (rig.) Mancini |

| Arbitro: | Ceccarini (Livorno) |

|                       |           |                                               |
| Mancini 22’, 27’, 46’ | Marcatori | 4’ (rig.) Biagioni 7’ Bresciani 80’ Bianchini |

| Arbitro: | Sguizzato (Verona) |

|             |           |            |
| Lombardo 6’ | Marcatori | 36’ Möller |

| Roma 17 gennaio 1993 16ª giornata | Roma                | 0 – 0 referto | Sampdoria | Stadio Olimpico\| Arbitro: \| Amendolia (Messina) \| |
| Arbitro:                          | Amendolia (Messina) |               |           |                                                      |

| Arbitro: | Fabricatore (Roma 1) |

|            |           |  |
| Corini 45’ | Marcatori |  |

#### Girone di ritorno
| Arbitro: | Bettin (Padova) |

|                       |           |             |
| Riedle 7’ Stroppa 41’ | Marcatori | 88’ Mancini |

| Arbitro: | Chiesa (Milano) |

|                                    |           |              |
| Jugović 10’ Chiesa 84’ Mancini 85’ | Marcatori | 9’ Vecchiola |

| Arbitro: | Stafoggia (Pesaro) |

|                     |           |  |
| Buso 54’ Serena 80’ | Marcatori |  |

| Arbitro: | Ceccarini (Livorno) |

|                                |           |  |
| Lentini 7’, 70’ Papin 27’, 89’ | Marcatori |  |

| Arbitro: | Rodomonti (Teramo) |

|  |           |           |
|  | Marcatori | 41’ Poggi |

| Arbitro: | Cardona (Reggio Calabria) |

|  |           |                  |
|  | Marcatori | 24’, 69’ Mancini |

| Arbitro: | Pairetto (Nichelino) |

|                           |           |  |
| Jugović 44’ Mancini 90+3’ | Marcatori |  |

| Genova 28 marzo 1993 25ª giornata | Genoa            | 0 – 0 referto | Sampdoria | Stadio Luigi Ferraris\| Arbitro: \| Baldas (Trieste) \| |
| Arbitro:                          | Baldas (Trieste) |               |           |                                                         |

| Arbitro: | Mughetti (Cesena) |

|             |           |                             |
| Jugović 75’ | Marcatori | 2’, 21’ Schillaci 68’ Berti |

| Arbitro: | Stafoggia (Pesaro) |

|          |           |              |
| Zola 13’ | Marcatori | 27’ Lombardo |

| Arbitro: | Boggi (Agropoli) |

|                                 |           |           |
| Mancini 30’ (rig.) Lombardo 52’ | Marcatori | 87’ Pizzi |

| Arbitro: | Nicchi (Arezzo) |

|             |           |                             |
| Minaudo 82’ | Marcatori | 33’ Lombardo 87’ Bertarelli |

| Arbitro: | Bolognino (Pescara) |

|             |           |             |
| Mancini 91’ | Marcatori | 38’ Allegri |

| Arbitro: | Boggi (Agropoli) |

|              |           |  |
| Kolyvanov 2’ | Marcatori |  |

| Arbitro: | Pezzella (Frattamaggiore) |

|           |           |            |
| Platt 47’ | Marcatori | 4’ Jugović |

| Arbitro: | Chiesa (Livorno) |

|                                   |           |                              |
| Invernizzi 43’ Mancini 89’ (rig.) | Marcatori | 75’ Carnevale 77’ Rizzitelli |

| Arbitro: | Pairetto (Nichelino) |

|                                           |           |              |
| Negro 13’ Domini 49’ Răducioiu 81’ (rig.) | Marcatori | 36’ Lombardo |

### Coppa Italia

#### Secondo turno
| Arbitro: | Fabricatore (Roma) |

|                       |           |               |
| Lanna 51’ Jugović 73’ | Marcatori | 90’ Pazzaglia |

| Arbitro: | Chiesa (Milano) |

|           |           |  |
| Leoni 73’ | Marcatori |  |

## Statistiche

### Statistiche di squadra
| Competizione | Punti | In casa | In casa | In casa | In casa | In casa | In casa | In trasferta | In trasferta | In trasferta | In trasferta | In trasferta | In trasferta | Totale | Totale | Totale | Totale | Totale | Totale | DR |
| Competizione | Punti | G       | V       | N       | P       | Gf      | Gs      | G            | V            | N            | P            | Gf           | Gs           | G      | V      | N      | P      | Gf     | Gs     | DR |
| ------------ | ----- | ------- | ------- | ------- | ------- | ------- | ------- | ------------ | ------------ | ------------ | ------------ | ------------ | ------------ | ------ | ------ | ------ | ------ | ------ | ------ | -- |
| Serie A      | 36    | 17      | 8       | 5       | 4       | 33      | 23      | 17           | 4            | 7            | 6            | 17           | 25           | 34     | 12     | 12     | 10     | 50     | 48     | +2 |
| Coppa Italia | -     | 1       | 1       | 0       | 0       | 2       | 1       | 1            | 0            | 0            | 1            | 0            | 1            | 2      | 1      | 0      | 1      | 2      | 2      | 0  |
| Totale       | -     | 18      | 9       | 5       | 4       | 35      | 24      | 18           | 4            | 7            | 7            | 17           | 26           | 36     | 13     | 12     | 11     | 52     | 50     | +2 |

### Andamento in campionato
| Giornata  | 1 | 2 | 3 | 4 | 5 | 6 | 7 | 8 | 9 | 10 | 11 | 12 | 13 | 14 | 15 | 16 | 17 | 18 | 19 | 20 | 21 | 22 | 23 | 24 | 25 | 26 | 27 | 28 | 29 | 30 | 31 | 32 | 33 | 34 |
| --------- | - | - | - | - | - | - | - | - | - | -- | -- | -- | -- | -- | -- | -- | -- | -- | -- | -- | -- | -- | -- | -- | -- | -- | -- | -- | -- | -- | -- | -- | -- | -- |
| Luogo     | C | T | T | C | T | C | T | C | T | C  | T  | C  | T  | C  | C  | T  | C  | T  | C  | C  | T  | C  | T  | C  | T  | C  | T  | C  | T  | C  | T  | T  | C  | T  |
| Risultato | N | V | V | P | N | V | P | V | N | V  | P  | P  | N  | N  | N  | N  | V  | P  | V  | V  | P  | P  | V  | V  | N  | P  | N  | V  | V  | N  | P  | N  | N  | P  |
| Posizione | 7 | 5 | 3 | 6 | 7 | 4 | 8 | 5 | 6 | 5  | 5  | 7  | 7  | 8  | 7  | 7  | 6  | 7  | 7  | 6  | 7  | 8  | 7  | 5  | 5  | 7  | 7  | 6  | 6  | 6  | 6  | 6  | 6  | 7  |

Legenda:

Luogo: C = Casa; T = Trasferta. Risultato: V = Vittoria; N = Pareggio; P = Sconfitta.

### Statistiche dei giocatori
| Giocatore         | Serie A  | Serie A | Serie A     | Serie A    | Coppa Italia | Coppa Italia | Coppa Italia | Coppa Italia | Totale   | Totale | Totale      | Totale     |
| Giocatore         | Presenze | Reti    | Ammonizioni | Espulsioni | Presenze     | Reti         | Ammonizioni  | Espulsioni   | Presenze | Reti   | Ammonizioni | Espulsioni |
| ----------------- | -------- | ------- | ----------- | ---------- | ------------ | ------------ | ------------ | ------------ | -------- | ------ | ----------- | ---------- |
| M. Bertarelli (I) | 26       | 2       | ?           | ?          | 2            | 0            | ?            | ?            | 28       | 2      | ?           | ?          |
| I. Bonetti (II)   | 13       | 1       | ?           | ?          | 1            | 0            | ?            | ?            | 14       | 1      | ?           | ?          |
| R. Bucchioni      | 2        | 0       | ?           | ?          | -            | -            | -            | -            | 2        | 0      | 0+          | 0+         |
| R. Buso           | 15       | 1       | ?           | ?          | 2            | 0            | ?            | ?            | 17       | 1      | ?           | ?          |
| E. Chiesa         | 26       | 1       | ?           | ?          | -            | -            | -            | -            | 26       | 1      | 0+          | 0+         |
| E. Corini         | 24       | 4       | ?           | ?          | 2            | 0            | ?            | ?            | 26       | 4      | ?           | ?          |
| G. Invernizzi     | 26       | 1       | ?           | ?          | -            | -            | -            | -            | 26       | 1      | 0+          | 0+         |
| V. Jugovic        | 33       | 9       | ?           | ?          | 2            | 1            | ?            | ?            | 35       | 10     | ?           | ?          |
| S. Katanec        | 4        | 0       | ?           | ?          | -            | -            | -            | -            | 4        | 0      | 0+          | 0+         |
| M. Lanna          | 31       | 1       | ?           | ?          | 2            | 1            | ?            | ?            | 33       | 2      | ?           | ?          |
| A. Lombardo       | 34       | 6       | ?           | ?          | 2            | 0            | ?            | ?            | 36       | 6      | ?           | ?          |
| R. Mancini        | 30       | 15      | ?           | ?          | 2            | 0            | ?            | ?            | 32       | 15     | ?           | ?          |
| M. Mannini        | 27       | 0 (-1)  | ?           | ?          | 2            | 0            | ?            | ?            | 29       | 0      | ?           | ?          |
| G. Nuciari        | 5        | -8      | ?           | ?          | 2            | -2           | ?            | ?            | 7        | -10    | ?           | ?          |
| G. Pagliuca       | 29       | -39     | ?           | ?          | -            | -            | -            | -            | 29       | -39    | 0+          | 0+         |
| S. Sacchetti      | 21       | 0       | ?           | ?          | 1            | 0            | ?            | ?            | 22       | 0      | ?           | ?          |
| M. Serena         | 34       | 1       | ?           | ?          | 2            | 0            | ?            | ?            | 36       | 1      | ?           | ?          |
| P. Vierchowod     | 29       | 1       | ?           | ?          | 1            | 0            | ?            | ?            | 30       | 1      | ?           | ?          |
| D. Walker         | 30       | 0       | ?           | ?          | 2            | 0            | ?            | ?            | 32       | 0      | ?           | ?          |
| N. Zanini         | 1        | 0       | ?           | ?          | -            | -            | -            | -            | 1        | 0      | 0+          | 0+         |